# E762
La ruta europea E762 és una carretera que forma part de la Xarxa de carreteres europees. Comença a Sarajevo (Bòsnia i Hercegovina) i finalitza a Tirana (Albània). Té una longitud d'aproximadament 300 km i una orientació d'est a oest. Travessa els països de Bòsnia i Hercegovina, Montenegro i Albània.